# Alfonso Serrano
Carlos Alfonso Serrano Spoerer (Chiguayante, 3 de enero de 1944) es un economista, académico, consultor y empresario chileno, exmiembro del Consejo del Banco Central de su país.

## Familia y estudios
Hijo de Lisandro Serrano Mahns, oriundo de la Región del Biobío, estudió en el Colegio del Verbo Divino de la capital y luego en la Universidad Católica donde se tituló de ingeniero comercial con mención en economía. Posteriormente viajó a los Estados Unidos donde obtuvo la candidatura a doctor en la disciplina en la Universidad de Minnesota.

## Carrera profesional
En 1966 ingresó como economista del Departamento de Estudios del Banco Central, cargo en el que permaneció por tres años.
En 1974, durante la dictadura militar del general Augusto Pinochet en el poder, volvió a su país a trabajar a la Universidad de Chile y en la Dirección de Presupuestos del Ministerio de Hacienda. En 1976 fue nombrado subsecretario de Previsión Social, en circunstancias en que el ministro del Trabajo y Previsión Social, su jefe directo, era Sergio Fernández.
En ese cargo estuvo nueve años, durante los cuales la cartera estuvo en manos de Fernández, Vasco Costa, José Piñera Echenique, Miguel Kast, Máximo Silva, Hugo Gálvez y Alfonso Márquez de la Plata. Como subsecretario participó activamente en la coordinación de la reforma previsional que dio origen a las Administradoras de Fondos de Pensiones (AFP).
En 1985 asumió como vicepresidente del Banco Central de Chile. En 1989, gracias a las negociaciones encabezadas por el entonces ministro del Interior, Carlos Cáceres, y el jefe programático del presidenciable de la coalición Concertación de Partidos por la Democracia, Alejandro Foxley, ocupó uno de los cinco escaños en el Consejo del BC bajo la nueva Ley Orgánica para la entidad, la misma en cuya confección participó. Dejó el cupo en 1999, pasando al sector privado y académico.
En términos de pensamiento, se identifica con las cuentas fiscales ordenadas y con superávit. En cuestiones cambiarias, discrepó del resto en la gradualidad para la apertura de la cuenta de capitales, se opuso a las restricciones y controles, y se mostró partidario de un tipo de cambio libre.